# Schwedische Sackpfeife

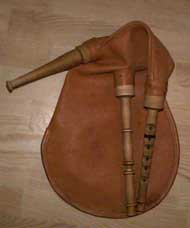
Leif Erikssons Rekonstruktion einer traditionellen schwedischen Sackpfeife

Die schwedische Sackpfeife (auch schwedischer Dudelsack), schwedisch säckpipa, pôsu (påse), bälgpipa, drommpipa oder pipsäck genannt, ist eine Sackpfeife, die man traditionell in Schweden, unter anderem in der Militärmusik findet und die heute vor allem in der Volksmusik benutzt wird. Die schwedische Sackpfeife ist verglichen mit der Great Highland Bagpipe klein. Sie wird ebenso wie diese mit dem Mund geblasen.
Die schwedische Sackpfeifentradition war fast völlig ausgestorben, als in den 1930er-Jahren einige alte Instrumente in einem Museum gefunden wurden und der letzte schwedische Traditionsträger in Westdalarna ausfindig gemacht wurde. Während der letzten Jahrzehnte wurden erweiterte Varianten der schwedischen Sackpfeife hergestellt, mit mehr Pfeifen und mehr möglichen Tonarten als bei den traditionellen.

## Herkunft
Wenige Schweden wissen, dass ihr Land eine Tradition des Sackpfeifenspiels hat, denn die meisten assoziieren das Wort „Sackpfeife“ mit Schottland. Mittelalterliche Kirchenmalereien deuten jedoch darauf hin, dass die Sackpfeife in Schweden verbreitet war und in verschiedenen Modellen vorkam, sowohl mit zylindrischen als auch mit konisch geformten Pfeifen. Der Historiker und Geograph Olaus Magnus berichtet Anfang des 16. Jahrhunderts von der Sackpfeife als Instrument für Hirten- und Tanzmusik. Andere direkte Beweise für die Verwendung des Instruments sind rar – lediglich einige Schriften aus dem 16. und 18. Jahrhundert erwähnen die Sackpfeife beiläufig. Daraus schließen die Forscher, dass das Instrument damals keine exotische Erscheinung, sondern alltäglich und somit weit verbreitet war.
Die Sackpfeifentradition in Westdalarna war im übrigen Schweden nahezu unbekannt, bis der Ethnologe Mats Rehnberg 1937 auf einen Hinweis auf ein solches Instrument in Gestalt eines Wortes in einem Dialekt der Region stieß. Die Theorie wurde bestätigt, als 1939 während der Evakuierung eines Teils der Sammlungen des Nordiska Museet in Stockholm einige unbrauchbar gewordene Sackpfeifen zum Vorschein kamen. Im Rahmen seiner Forschungsarbeit über das Thema gelang es Rehnberg, den letzten noch lebenden Sackpfeifenspieler, Gudmunds Nils Larsson, in Dala-Järna ausfindig zu machen. Nachdem er ihn zusammen mit dem Musiklehrer Ture Gudmundsson aufgesucht und interviewt hatte, war Gudmundsson in der Lage, eine funktionsfähige Sackpfeife zu bauen. Mit ihr nahm er zwei Lieder für das schwedische Radio auf. Während der folgenden Jahrzehnte wurden nur wenige Instrumente gebaut.
Die schwedische Sackpfeife wurde erst in größeren Stückzahlen verfügbar, als der Sägewerksarbeiter und Tischler Leif Eriksson in den frühen 1980er-Jahren auf Anregung des Museums von Dalarna hin begann, ein eigenes Modell zu entwickeln und in Serie herzustellen. Leif Eriksson konstruierte seine Sackpfeife als Kompromiss zwischen der Bauart der etwa ein Dutzend historischen Exemplare, die in Museen zu finden waren, und den modernen Anforderungen, etwa einer Möglichkeit, das Instrument zu stimmen, damit es gut mit anderen Instrumenten, vor allem der Geige, harmoniert. Einen großen Bekanntheitsgrad erlangte das Instrument aber erst, als der populäre Geigenspieler Per Gudmundsson begann, die Säckpipa bei seinen Aufführungen zu verwenden. Gudmundsson brachte sogar ein ganzes Album mit auf der Sackpfeife gespielten Liedern heraus.

## Bauform

### Leif Erikssons traditionelle Sackpfeife

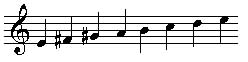
Tonumfang der traditionellen schwedischen Sackpfeife

Die traditionelle schwedische Sackpfeife hat ein Anblasrohr, genannt mundocka, durch das der Spieler Luft in den Sack bläst. Das mundocka ist mit einem Rückschlagventil versehen, so dass die Luft nicht durch das Mundstück entweichen kann, sobald der Spieler zu blasen aufhört. Die Spielpfeife, die Fingerlöcher hat und auf der der Musiker Melodien spielen kann, ist zylindrisch gebohrt mit einem Durchmesser von sechs Millimetern. Die Pfeife ist mit einem einfachen Rohrblatt aus einheimischem Schilf (phragmites australis) versehen und hat ausgeschnitzte Vertiefungen für die Finger, die es leichter machen, gleichzeitig die Fingerlöcher zu bedecken und das Instrument zu halten. Die Sackpfeife hat eine Bordunpfeife, gestimmt nach dem tiefsten Ton auf der Spielpfeife – dem eingestrichenen e'. Die Holzteile des Instruments – Spielpfeife, Bordun, Mundocka und die Stöcke, mit denen sie mit dem Sack verbunden werden – sind aus Birkenholz hergestellt. Der Sack ist gewöhnlich aus Kalbsleder gemacht, das pflanzlich gegerbt wurde, damit er dicht genug wird. Zum Spielen hält man die Sackpfeife unter dem linken Arm. Die Bordunpfeife sitzt rechts. Wenn der Sack mit Luft gefüllt ist, zeigt der Bordun an seiner Seite gerade heraus.
Der Tonumfang erstreckt sich bei der schwedischen Sackpfeife vom e' bis zum zweigestrichenen e". Das Instrument wird in A melodisch Moll gestimmt, und der Grundton a liegt in der Mitte der Skala. Die sechste und siebte Stufe der Tonleiter sind erhöht (fis bzw. gis).

### Erweiterungen

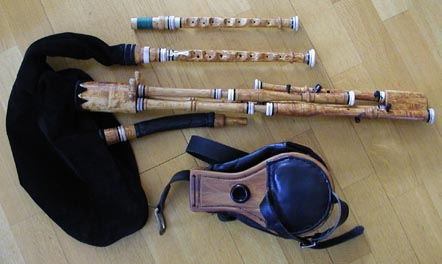
Weiterentwickelte schwedische Sackpfeife von Alban Faust mit drei Bordunen, Sack und Spielpfeifen in A und G

Während der letzten Jahrzehnte ist die schwedische Sackpfeife modernisiert worden. Die Tonskala der traditionellen Sackpfeife ist äußerst begrenzt, aber auf moderneren Instrumenten gibt es mehr Töne, so dass man mehr Tonleitern spielen kann. Die üblichste Erweiterung der Tonleiter ist ein cis". Das Fingerloch dafür liegt in derselben Vertiefung wie das Fingerloch für das c", genau wie Doppellöcher bei modernen Blockflöten. Indem man das cis"-Loch verdeckt bzw. freigibt, kann man zwischen den Tonarten a moll und A Dur wechseln. In der Regel legt man die Tonart vor dem Spielen fest, entweder mithilfe von Wachs oder mit einem Gummiring, der über das Tonloch gezogen wird. Es ist möglich, beim Spiel zwischen c" und cis" zu wechseln, jedoch wird dafür eine besondere (und ungebräuchliche) Fingertechnik benötigt. Ein anderer üblicher Zusatz ist ein g'. Das Loch für diesen Ton ist an der Rückseite der Spielpfeife platziert und wird mit dem rechten Daumen bedient. Auch der Ton d (d' bzw. d") ist eine übliche Erweiterung, manchmal auch ein dis. Geschickte Spieler können mit richtig eingestellten Instrumenten sogar das f" erreichen, indem sie den Druck im Sack erhöhen, eine Technik ähnlich dem Überblasen bei anderen Blasinstrumenten.

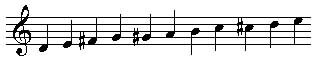
Tonumfang einer modernisierten schwedischen Sackpfeife mit den üblichsten Erweiterungen

Es gibt sogar Instrumente, bei denen der Hersteller zusätzliche Spielpfeifen hinzugefügt hat. Das üblichste sind hier Spielpfeifen in G und manchmal F. Die G-Pfeife gibt es manchmal eine Klappe, die bewirkt, dass der Spieler den Ton f" spielen kann, ohne den Blasdruck erhöhen zu müssen. Es ist auch nicht ungewöhnlich, dass Sackpfeifen mit mehreren Bordunpfeifen ausgerüstet werden, die sich manchmal auch abstellen lassen.
Durch Feuchtigkeit auf dem Rohrblatt ändert sich die Tonhöhe des Instrumentes schnell. Deshalb ist eine Sackpfeife mit natürlichen Schilfrohrblättern, die mit dem Mund geblasen wird und mehrere Bordune hat, in der Praxis schwer zu stimmen. Um dieses Problem zu umgehen, werden Säckpipas heute gerne mit einem Blasebalg an Stelle des Anblasrohrs gespielt, welcher mit einem Gürtel unter den rechten Arm geschnallt wird. Diese Technik ist schon sehr alt und findet traditionellerweise vor allem bei den kleineren europäischen Sackpfeifentypen (z. B. der irischen Uilleann Pipes, der nord-englischen Northumbrian Smallpipe, der französischen Musette de Cour u. v. a.) Verwendung.

## Rohrblatt und Stimmen

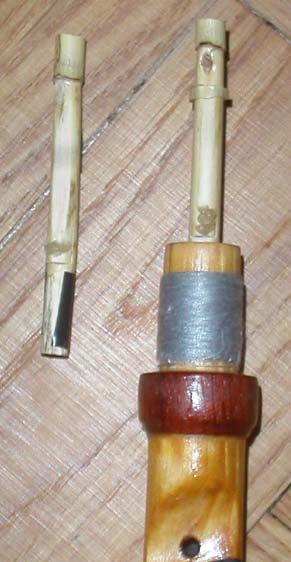
Einfaches Rohrblatt zur Spielpfeife einer schwedischen Sackpfeife

Das Rohrblatt, das bei der schwedischen Sackpfeife zur Tonerzeugung verwendet wird, ist ein einfaches Rohrblatt mit einer Zunge, die vibriert, wenn der Luftdruck im Sack stark genug geworden ist. Das Stimmen des Instruments ist sehr zeitraubend und relativ schwierig, weil sich am Rohrblatt viele Parameter verstellen lassen, die die Klangeigenschaft beeinflussen. Die Zunge des Rohrblatts wird von einer Rasierklinge aufgebrochen, die vertikal in das Rohrmaterial hinabsticht. Um Laute von sich geben zu können, muss die Zunge gebogen werden, entweder mithilfe von Wärme oder mit einem Draht, der unter der Zunge hineingestochen wird. Wie stark die Zunge gebogen ist, bestimmt die Mensur des Instruments, d. h. den Abstand zwischen dem höchsten und dem niedrigsten Ton. Eine kräftig hochgebogene Zunge hat eine engere Mensur, klingt stärker und ist gleichzeitig schwerer zu blasen. Die Stärke der Zunge beeinflusst vor allem den Ton. Eine dünne Zunge gibt einen leiseren Ton und ein leichter zu blasendes Instrument. Das Gewicht der Zungenspitze beeinflusst die Tonhöhe der Skala ziemlich linear. Das wird ausgenutzt, um die ganze Tonleiter hinauf oder herunter zu stimmen. Um sie zu erhöhen, wird etwas von der Zunge abgefeilt; muss sie gesenkt werden, benutzt man Bienenwachs als Gewicht. Die Zungenlänge beeinflusst auch die Mensur; eine kurze Zunge hat eine engere Mensur, aber blockiert leichter als eine lange Zunge. Zu all diesen verschiedenen Variablen kommt noch, dass das Instrument die ganze Zeit durch die Feuchtigkeit in der Atemluft negativ beeinflusst wird. Um das Instrument leichter stimmbar zu machen, wird heute oft Pfahlrohr (Arundo donax) statt des einheimischen Schilfes verwendet.

## Spieltechnik
Atmung und Melodie laufen bei einer Sackpfeife nicht synchron, was sie von anderen Blasinstrumenten deutlich unterscheidet. Damit sich der Ton der Sackpfeife nicht abschwächt, muss der Luftdruck durch die Pfeife konstant sein. Da die Luft direkt vom Sack in die Pfeife strömt, bedeutet das, dass der Luftdruck im Sack konstant sein muss. Das bewirkt der Spieler, indem er mit dem linken Arm auf den Sack drückt. Neue Luft bläst er nur hinein, wenn der Druck im Sack merklich nachlässt. Der Spieler bläst dann üblicherweise einen vollen Atemzug in den Sack. Das muss mit einem verminderten Druck des linken Arms koordiniert sein, um einen konstanten Druck im Sack aufrechtzuerhalten.
Die Konstruktion der schwedischen Sackpfeifen mit zylindrischer Bohrung und Einfachrohrblatt bedingt, dass das oberste offene Fingerloch (sowohl der Tonhöhe nach als auch nach der Höhe über dem Glockenstück der Spielpfeife) über den Ton entscheidet. Bei einer Blockflöte zum Beispiel gibt es einen Tonunterschied zwischen den Fingersetzungskombinationen zu-offen-zu und zu-offen-offen, aber das ist bei der schwedischen Sackpfeife anders. Das macht es möglich, mit offener Fingersetzung zu spielen (keine Löcher unter dem obersten offenen Fingerloch abgedeckt). Indem der Spieler eine gedeckte (alle Fingerlöcher außer einem werden ständig abgedeckt) oder eine halbgedeckte (eine Mischung der beiden anderen) Fingersetzung verwendet, lassen sich einige Effekte erzielen. Da die Sackpfeife ständig klingt, kann es schwierig sein, einzelne Töne hervorzuheben. Der Spieler kann eine Pause simulieren, indem er schnell alle Löcher abdeckt, da dann die Spielpfeife wie der Bordun klingt.

## Musik für die schwedische Sackpfeife
Die Musik, die am besten zur schwedischen Säckpipa passt, ist die traditionelle schwedische Volksmusik. Aufgrund des begrenzten Tonumfangs lassen sich nur bestimmte Melodien spielen. Manche Stücke passen hervorragend, wenn der Spieler sie in eine andere Tonart transponiert. Ein großer Teil der schwedischen Spielmannsmusik hat einen kleineren Ambitus, meist Stücke in einer D-Tonart, die nur in der ersten Lage auf der A- oder E-Saite der Geige gespielt werden. Sie passen gut zur schwedischen Sackpfeife, wenn sie eine Quarte tiefer transponiert werden.

## Hersteller von Sackpfeifen
Heute gibt es eine kleine Anzahl professioneller oder halbprofessioneller Sackpfeifenkonstrukteure. Dazu zählen vor allem Leif Eriksson sowie Börs Anders Öhman und Bengt Sundberg, die die Traditionalisten repräsentieren, während hauptsächlich Alban Faust die Entwicklung zu moderneren Instrumenten vorantreibt. Außer ihnen gibt es eine große Anzahl Hobbykonstrukteure.

## Bekannte Sackpfeifenspieler
- Erik Ask-Upmark – Landesspieler auf der Sackpfeife und Mitglied der Gruppen Svanevit, Dråm und Falsobordone (Schweden)
- Anna Rynefors – Landesspielerin auf der Sackpfeife und Mitglied der Gruppen Svanevit, Dråm und Falsobordone (Schweden)
- Alban Faust – Sackpfeifenmacher und Mitglied der Gruppe Faust (Schweden)
- Per Gudmundson – Pionier der schwedischen Sackpfeife (Schweden)
- Olle Gällmo – (Schweden)
- Göran Hallmarken – unter anderem Mitglied der Gruppe Bordunverkstan (Schweden)
- Anders Norudde – Mitglied der Gruppe Hedningarna (Schweden)
- Jan Winter – Sackpfeifenkenner und Mitglied der Gruppe The Dancing Masters
- Leif Eriksson (Instrumentenmacher) – ein großer Pionier der schwedischen Sackpfeife, ist einer der wenigen in Schweden, die Säckpipas auf traditionelle Weise herstellen. (Schweden)
- Ralf Gehler – unter anderem Mitglied der Gruppe Malbrook (Deutschland)
- Matthias Branschke – Mitglied der Gruppe Bilwesz (Deutschland)